# Florimond van Duyse
Florimond van Duyse (Gant, Bèlgica, 4 d'agost de 1843 - 18 de maig de 1910) fou un musicògraf i compositor belga.
Aconseguí una pensió a Roma. Se li deuen diverses òperes, estrenades a Gant i a Anvers, la cantata Torcuato Tasso, premiada pel Conservatori de Gant, i l'erudit treball Velles cançons d'Holanda (Anvers, 1900-08).